# سارة باركر
سارة باركر (بالإنجليزية: Sarah Parker)‏ هي قاضية ومحامية أمريكية، ولدت في 23 أغسطس 1942 في تشارلوت في الولايات المتحدة.

## وصلات خارجية
- سارة باركر على موقع إن إن دي بي (الإنجليزية)